# Valer Pop
Valer (Valeriu) Pop (n. 26 august 1892, Buduș, comitatul Solnocul Interior – d. 1 noiembrie 1958, București) a fost un avocat și om politic român.

## Biografie
Părinții lui Valeriu Pop au fost Alexandru Pop, preot greco-catolic, și Aurelia (născută Karșai). Valer Pop a fost căsătorit cu Alexandrina-Iuliana Tripon (din 1920) și a avut trei copii.
A urmat studiile medii la Liceul din Dej și la Liceul din Bistrița. A absolvit Facultatea de Drept din Cluj, unde a obținut și diploma de doctor în științe juridice.
În primul război mondial a fost înrolat în armata austro-ungară. Luat prizonier în Italia s-a înrolat în Legiunea Voluntarilor Români din Italia.
Valer Pop a fost primul președinte al A.G.R.U. (Asociația Generală a Românilor Uniți) și a deținut această funcție în perioada 1929 – 1937. Ca membru al P.N.L. a fost ministru al Justiției în guvernul Nicolae Iorga și ministru secretar de stat în guvernele Tătărăscu din anii 1936 – 1937.
În perioada 1930-1938 a fost succesiv ministru al Ardealului, de Justiție, Industrie și Comerț în guverne liberale.
În 1933 Valer Pop se căsătorise la Cluj cu Ilona Jonas, evreică din familia Farkaș, adoptând-o și pe fiica ei din prima căsătorie, Katalin-Catherina. După ocuparea Ungariei de către Germania, în martie 1944, Pop și-a convins fiica adoptivă să nu poarte steaua galbenă și a reușit să-și interneze soacra, pe Lina Farkas, în spitalul unui prieten de-al lui din Cluj, pentru a o salva de deportare.
A făcut parte din delegația română la negocierile româno-ungare de la Turnu Severin și la Arbitrajul de la Viena (1940).
Tratativele de la Turnu Severin, deschise la 16 august, au fost ca un dialog al surzilor: ungurii pretindeau aproximativ 69.000 km² cu aproximativ 3.900.000 locuitori, din care peste 2.200.000 români; românii, prin ardeleanul Valer Pop, acceptau numai un schimb complet de populație și ulterior o rectificare teritorială în Crișana, pentru a asigura populației strămutate un spațiu necesar. În lipsă de consens, tratativele au fost rupte la 24 august, iritând Axa.
A fost arestat și închis la închisoarea Sighet în perioada 1950-1955.

## Legături externe
- Valeriu Pop – un ministru pentru Baia Mare - graiul.ro, Autor:  Vasile Gaftone, publicat pe 23 august 2016
- Valer Pop: Bătălia pentru Ardeal (1940) (I), revistaiosifvulcan.wordpress.com